# Coole Piet
Coole Piet, ook wel Diego of Coole Piet Diego genoemd, is een van de Pieten in de televisieserie De Club van Sinterklaas. Het personage wordt vertolkt door Job Bovelander. Tot 2011 werd de rol vertolkt door Harold Verwoert. In 2020 keerde Verwoert terug in de rol van Coole Piet Diego in Het Zwarte Pietenjournaal van omroep Ongehoord Nederland.

## Geschiedenis

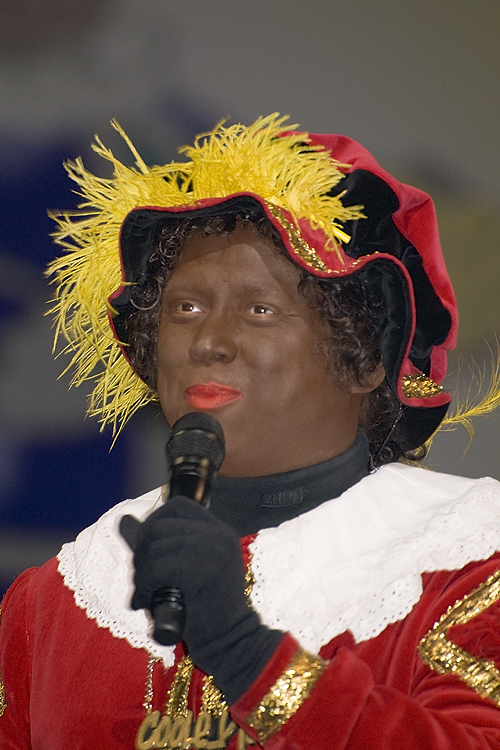
Harold Verwoert
als Coole Piet Diego

Van 2001 tot 2009 vertolkte Harold Verwoert voor televisiezenders Fox Kids, Jetix en RTL 4 het personage Coole Piet in de serie De Club van Sinterklaas en onder deze alter ego werden cd's uitgebracht en met muzikale hits zoals De streken van tante Toets en Paniek in de confettifabriek belandde hij zelfs op nummer 1 in de hitlijsten. Na een conflict tussen zender Jetix en Verwoert scheidden hun wegen en bedacht hij een nieuwe naam voor zijn alter ego. Dit werd Diego, de Coolste Piet van Nederland!. De aard van het conflict was dat Verwoert minder inmenging van Jetix wilde, omdat hij vrij wilde zijn in hoe en waar hij Zwarte Piet speelde. Net op dat moment was regisseur Martijn van Nellestijn deel van een reeks sinterklaasfilms en zocht hij bekende Nederlanders om het project media-aandacht te laten krijgen.
Als Diego begon Verwoert met een hoofdrol in de film Sinterklaas en het Geheim van het Grote Boek, die als eerste in de filmreeks in de bioscoop vertoond werd. Sindsdien trad Verwoert onder zijn nieuwe naam van de intocht tot aan 5 december op. Toen in 2009 het programma De Club van Sinterklaas werd opgekocht door zender RTL 4 volgden er gesprekken en keerde Diego er weer in terug, nu als Coole Piet Diego.
In 2012 besloot Van Nellestijn geen sinterklaasfilm meer te maken, en dus verviel ook de rol hierin voor Verwoert. Hij werkte hierop mee aan een nieuwe film, Sint & Diego: de magische bron van Myra. Dit leidde tot een conflict met RTL 4 en resulteerde erin dat Verwoert De Club van Sinterklaas weer verliet en een nieuwe acteur werd gezocht voor de rol van Coole Piet in het bioscoopvervolg op de televisieserie. In die film, De Club van Sinterklaas & Het Geheim van de Speelgoeddokter, vertolkte Job Bovelander het personage Talentpiet, die uiteindelijk benoemd wordt tot Coole Piet en daarbij een Coole Piet-ketting ontvangt. In datzelfde jaar maakte het personage ook deel uit van het gesketchte praatprogramma Pieten Nieuws Live. Sindsdien vertolkt Talentpiet als Coole Piet ook de bijbehorende titelsongs in de filmreeks. Diego blijft te zien in de bioscoop, blijft jaarlijks een cd uitbrengen en maakt in 2013 een uitstapje naar Nickelodeon met het eenmalige muzikale intochtprogramma Welkom Sinterklaas dat zich afspeelt in Elburg.
In november 2020 verscheen het personage Coole Piet Diego vertolkt door Harold Verwoert in Het Zwarte Pietenjournaal van omroep Ongehoord Nederland. Coole Piet Diego bracht via Ongehoord Nederland ook de single Coronalied uit.

## Discografie

### Albums
| Album met eventuele hitnotering(en) in de Nederlandse Album Top 100 | Datum van verschijnen | Datum van binnenkomst | Hoogste positie | Aantal weken | Opmerkingen     |
| ------------------------------------------------------------------- | --------------------- | --------------------- | --------------- | ------------ | --------------- |
| Fox Kids Sint Hits                                                  | 2001                  | 17-11-2001            | 21              | 7            |                 |
| Fox Kids Sint Hits                                                  | 2002                  |                       |                 |              | compilatiealbum |
| Jetix Sint Hits                                                     | 2005                  | 19-11-2002            | 9               | 5            |                 |
| De liedjes van de Club van Sinterklaas                              | 2005                  | 12-11-2005            | 14              | 5            |                 |
| De liedjes van de Club van Sinterklaas - 2006                       | 2006                  | 04-11-2006            | 10              | 6            |                 |
| De liedjes van de Club van Sinterklaas - 2007                       | 2007                  | 03-11-2007            | 9               | 6            |                 |
| De liedjes van de Club van Sinterklaas - 2008                       | 2008                  | 01-11-2008            | 16              | 7            |                 |
| Het beste van de Club van Sinterklaas                               | 2009                  | 2009                  |                 |              | compilatiealbum |
| De leukste liedjes                                                  | 2012                  | 10-11-2012            | 45              | 1            |                 |
| De allerleukste liedjes                                             | 2013                  |                       |                 |              |                 |

### Singles
| Single met eventuele hitnotering(en) in de Nederlandse Top 40 | Datum van verschijnen | Datum van binnenkomst | Hoogste positie | Aantal weken | Opmerkingen                                                     |
| ------------------------------------------------------------- | --------------------- | --------------------- | --------------- | ------------ | --------------------------------------------------------------- |
| De brieven van Jacob                                          | 2004                  | -                     |                 |              | Harold Verwoert als Coole Piet / Platina                        |
| De streken van Tante Toets                                    | 2005                  | 26-11-2005            | 11              | 3            | Harold Verwoert als Coole Piet / Nr. 1 in de Single Top 100     |
| Paniek in de confettifabriek                                  | 31-10-2006            | 18-11-2006            | 1(1wk)          | 5            | Harold Verwoert als Coole Piet / Nr. 1 in de Single Top 100     |
| De speelgoeddief                                              | 29-10-2007            | 10-11-2007            | 2               | 6            | Harold Verwoert als Coole Piet / Nr. 3 in de Single Top 100     |
| Ik kan niet wachten                                           | 11-2008               | -                     |                 |              | Harold Verwoert als Coole Piet Diego, duet met Gerard Joling    |
| De Club van Sinterklaas (Ooh oh heejoo)                       | 30-10-2009            | -                     |                 |              | Harold Verwoert als Coole Piet Diego / Nr. 78 in Single Top 100 |
| Verliefd                                                      | 06-11-2009            | -                     |                 |              | Harold Verwoert als Coole Piet Diego, duet met Patricia Paay    |
| 1 Sinterklaas                                                 | 04-10-2012            | -                     |                 |              | Job Bovelander als Coole Piet / Nr. 81 in Single Top 100        |
| Een echte Piet                                                | najaar 2013           | -                     |                 |              | Job Bovelander als Coole Piet                                   |
| Coronalied                                                    | 18-11-2020            |                       |                 |              | Harold Verwoert als Coole Piet Diego                            |

## Originele Sinterklaashits
Van Harold Verwoert:
- 2001 · De nieuwe club van Sinterklaas
- 2001 · Spring op en neer
- 2002 · Dit ga je toch niet menen
- 2003 · Blafpoeder
- 2004 · De brieven van Jacob (Platina)
- 2005 · De streken van tante Toets
- 2006 · Paniek In de Confettifabriek
- 2007 · De speelgoeddief
- 2009 · Ooh oh heejoo

Van Job Bovelander:
- 2012 · 1 Sinterklaas
- 2013 · Een echte Piet
- 2013 · De jacht op het kasteel
- 2014 · Amerigo (samen met Danspiet)
- 2014 · Post Voor Sint (samen met Danspiet)
- 2014 · Ay Ay Ay (Paniek In De Confettifabriek)
- 2015 · Dakendans (samen met Danspiet)
- 2015 · De Pieten van de Club (samen met Danspiet)
- 2015 · De Speelgoeddief
- 2016 · Viva Sinterklaas (samen met Danspiet)
- 2017 · Magie van de Sint (samen met Danspiet)
- 2018 · Chocola (samen met Danspiet)
- 2019 · Swingelele (samen met Danspiet)

## Tv/film
- 2001 · De Nieuwe Club van Sinterklaas (Fox Kids)
- 2002 · De Club van Sinterklaas & De Verdwijning van Wagen 27 (Fox Kids)
- 2002 t/m 2007 · Het Feest van Sinterklaas (Jetix)
- 2003 · De Club van Sinterklaas & Het Blafpoeder (Fox Kids)
- 2004 · De Club van Sinterklaas & De Brieven van Jacob (Jetix)
- 2005 · De Club van Sinterklaas & De Streken van Tante Toets (Jetix)
- 2005 · De Generale (Jetix)
- 2006 · De Club van Sinterklaas, Paniek in de Confettifabriek (Jetix)
- 2007 · De Club van Sinterklaas & De Speelgoeddief (Jetix)
- 2007 · De Generale (Jetix)
- 2007 · Het Club van Sinterklaas Concert (Jetix)
- 2008 · Sinterklaas en het Geheim van het Grote Boek ( SRSP Films)
- 2009 · De Club van Sinterklaas & De Jacht Op Het Kasteel (RTL 4)
- 2009 · Het Club van Sinterklaas Feest (RTL 4)
- 2010 · Het Club van Sinterklaas Feest (RTL 4)
- 2011 · Het Club van Sinterklaas Feest (RTL 4)
- 2012 · De Club van Sinterklaas & Het Geheim van de Speelgoeddokter (JustFilm)
- 2012 · Sint & Diego: De Magische Bron van Myra
- 2012 · Pieten Nieuws Live (De Club van Sinterklaas)
- 2013 · De Club van Sinterklaas & De Pietenschool (Dutch Filmworks)
- 2013 · Post voor Sint (Telekids)
- 2014 · Sinterklaas & Diego: Het Geheim van de Ring
- 2014 · De Club van Sinterklaas & Het Pratende Paard (Dutch Filmworks)
- 2014 · Post voor Sint (Telekids)
- 2015 · De Club van Sinterklaas & De Verdwenen Schoentjes (Dutch Filmworks)
- 2016 · De Club van Sinterklaas & Geblaf op de Pakjesboot (Dutch Filmworks)
- 2017 · De Club van Sinterklaas & Het Gouden Hoefijzer (Dutch Filmworks)
- 2018 · De Club van Sinterklaas & Vlucht door de lucht (Dutch Filmworks)
- 2019 · De Club van Sinterklaas & Waar is het grote boek van Sinterklaas (Dutch Filmworks)
- 2020 · Het Zwarte Pietenjournaal (Ongehoord Nederland)
- 2021 · De Club van Sinterklaas & Het verloren pietje)